# Eslövs köping
Denna artikel handlar om den tidigare kommunen Eslövs köping. För orten se Eslöv, för dagens kommun, se Eslövs kommun.
Eslövs köping var en köping och kommun i Malmöhus län.

## Administrativ historik
Eslövs köping bildades 1875 genom en utbrytning ur Västra Sallerups landskommun. 1909 inkorporerades Västra Sallerups municipalsamhälle, samt några andra kringliggande områden från Västra Sallerups landskommun i köpingen. Köpingen ombildades 1911 till Eslövs stad som 1971 uppgick i Eslövs kommun.
Köpingen tillhörde Västra Sallerups församling.

## Heraldiskt vapen
Eslövs köping förde inte något vapen.

## Befolkningsutveckling
| Befolkningsutvecklingen i Eslövs köping 1875–1910 | Befolkningsutvecklingen i Eslövs köping 1875–1910 | Befolkningsutvecklingen i Eslövs köping 1875–1910 | Befolkningsutvecklingen i Eslövs köping 1875–1910 | Befolkningsutvecklingen i Eslövs köping 1875–1910 |
| ------------------------------------------------- | ------------------------------------------------- | ------------------------------------------------- | ------------------------------------------------- | ------------------------------------------------- |
|                                                   |                                                   |                                                   |                                                   |                                                   |
| År                                                |                                                   |                                                   | Invånare                                          |                                                   |
| 1875                                              | 1875                                              |                                                   | 1 135                                             | 1 135                                             |
| 1880                                              | 1880                                              |                                                   | 1 310                                             | 1 310                                             |
| 1885                                              | 1885                                              |                                                   | 1 362                                             | 1 362                                             |
| 1890                                              | 1890                                              |                                                   | 1 411                                             | 1 411                                             |
| 1895                                              | 1895                                              |                                                   | 1 585                                             | 1 585                                             |
| 1900                                              | 1900                                              |                                                   | 1 953                                             | 1 953                                             |
| 1905                                              | 1905                                              |                                                   | 2 092                                             | 2 092                                             |
| 1910                                              | 1910                                              |                                                   | 5 108                                             | 5 108                                             |
| Källa: SCB - Befolkning 1851 - 1910.              |                                                   |                                                   |                                                   |                                                   |